# 타이탄 (슈퍼컴퓨터)

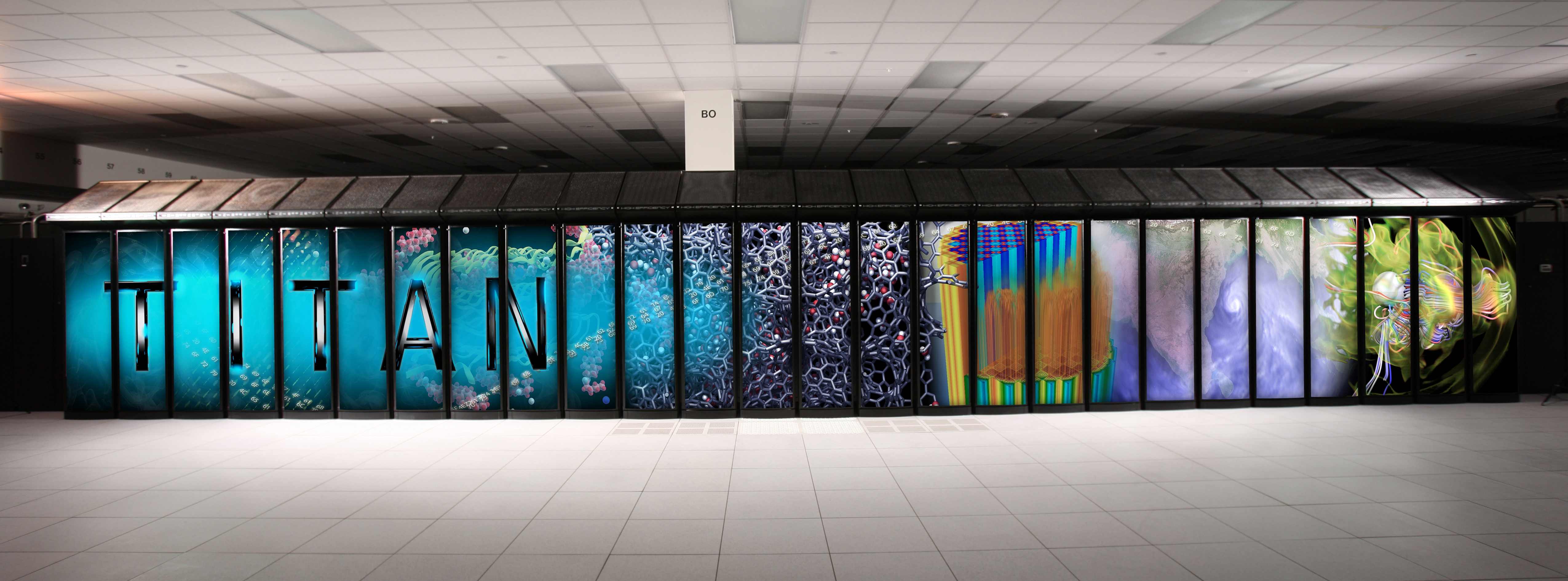

타이탄(Titan) 또는 OLCF-3은 다양한 과학 프로젝트에 사용하기 위해 오크리지 국립연구소의 크레이가 만든 슈퍼컴퓨터이다. 타이탄은 기존 중앙 처리 장치(CPU) 외에 그래픽 처리 장치(GPU)를 사용하는 오크리지의 이전 슈퍼컴퓨터인 재규어를 업그레이드한 것이다. 타이탄은 10페타플롭스 이상의 성능을 발휘한 최초의 하이브리드였다. 업그레이드는 2011년 10월에 시작되어 2012년 10월에 안정성 테스트를 시작했으며 2013년 초에 연구원들이 사용할 수 있게 되었다. 업그레이드의 초기 비용은 미국 에너지부가 주로 자금을 지원한 6천만 달러였다.
타이탄은 2019년 서밋에 의해 오크리지에서 가려졌다. IBM이 구축한 타이탄은 노드당 훨씬 더 뛰어난 GPU 기능과 시스템 병렬 파일 시스템의 파일 데이터에 대한 로컬 노드별 비휘발성 캐싱을 갖춘 더 적은 수의 노드를 특징으로 한다.
타이탄은 엔비디아 테슬라 GPU와 함께 AMD 옵테론 CPU를 사용하여 에너지 효율성을 향상시키는 동시에 재규어에 비해 컴퓨팅 성능을 대폭 향상시켰다. 18,688개의 CPU와 동일한 수의 GPU를 사용하여 이론상 최대 27페타플롭스의 성능을 발휘했다. 슈퍼컴퓨터의 속도 순위를 매기는 데 사용된 LINPACK 벤치마크에서는 17.59페타플롭스의 성능을 보였다. 이는 TOP500 조직의 2012년 11월 목록에서 1위를 차지하기에 충분했지만, 2013년 6월 목록에서는 Tianhe-2가 이를 앞질렀다.
타이탄은 어떤 과학적 목적으로도 이용 가능했다. 액세스 권한은 프로젝트의 중요성과 하이브리드 아키텍처를 활용할 수 있는 잠재력에 따라 달라진다. 선택한 모든 프로그램은 타이탄에 대한 단독 의존성을 피하기 위해 다른 슈퍼컴퓨터에서도 실행 가능해야 한다. 6개의 뱅가드 프로그램이 처음으로 선정되었다. 그들은 주로 분자 규모의 물리학이나 기후 모델을 다루었고, 다른 25개 모델도 그 뒤에 줄을 섰다. GPU가 포함되면서 작성자는 프로그램을 변경해야 했다. GPU가 CPU보다 더 많은 동시 스레드를 제공한다는 점을 고려하면 이러한 수정으로 인해 일반적으로 병렬 처리 수준이 높아졌다. 이러한 변경으로 인해 CPU만 사용하는 시스템에서도 성능이 향상되는 경우가 많다.

## 같이 보기
- 재규어 (슈퍼컴퓨터)
- 서밋 (슈퍼컴퓨터)